# Чемпионат мира по бобслею и скелетону 2024
70-й чемпионат мира по бобслею и скелетону прошёл с 19 февраля по 3 марта 2024 года на санно-бобслейной трассе в немецком Винтерберге.

## Общая информация
Выборы мест проведения чемпионатов мира 2024 и 2025 годов были проведены в сентябре 2021 года на Конгрессе Международной федерации бобслея и санного спорта (IBSF), который проходил в дистанционном формате.
Канадский Уистлер снял свою кандидатуру накануне выборов. Таким образом, Винтерберг получил право на проведение чемпионата мира 2024 года, а Лейк-Плэсид в США примет чемпионат мира в следующем году.
После 1995, 2000, 2003 и 2015 годов Винтерберг в пятый раз принимал у себя чемпионат мира по бобслею и скелетону.

## Медальная таблица
| Место          | Страна         | Золото | Серебро | Бронза | Всего |
| -------------- | -------------- | ------ | ------- | ------ | ----- |
| 1              | Германия       | 6      | 3       | 6      | 15    |
| 2              | Канада         | 1      | 0       | 0      | 1     |
| 3              | Великобритания | 0      | 2       | 0      | 2     |
| 4              | Бельгия        | 0      | 1       | 0      | 1     |
| 4              | США            | 0      | 1       | 0      | 1     |
| 6              | Китай          | 0      | 0       | 1      | 1     |
| Всего стран: 6 | Всего стран: 6 | 7      | 7       | 7      | 21    |

## Медалисты

### Бобслей
| Дисциплины         | Золото                                                                           | Золото  | Серебро                                                                       | Серебро | Бронза                                                               | Бронза  |
| ------------------ | -------------------------------------------------------------------------------- | ------- | ----------------------------------------------------------------------------- | ------- | -------------------------------------------------------------------- | ------- |
| Двойки (мужчины)   | Германия · Франческо Фридрих · Александр Шюллер                                  | 3:38.27 | Германия · Адам Аммур · Иссам Аммур                                           | 3:38.61 | Германия · Йоханнес Лохнер · Георг Фляйшхауэр                        | 3:38.74 |
| Четвёрки (мужчины) | Германия · Франческо Фридрих · Торстен Маргис · Александр Шюллер · Феликс Штрауб | 3:34,10 | Германия · Йоханнес Лохнер · Флориан Бауэр · Эрек Бруккерт · Георг Фляйшхауэр | 3:34,98 | Германия · Адам Аммур · Иссам Аммур · Бенедикт Хертель · Руперт Шенк | 3:35,31 |
| Двойки (женщины)   | Германия · Лиза Буквиц · Ванесса Марк                                            | 3:43.99 | Германия · Лаура Нольте · Дебора Леви                                         | 3:44.04 | Германия · Ким Калики · Леони Фибиг                                  | 3:44.27 |
| Монобоб (женщины)  | Лаура Нольте Германия                                                            | 3:54.77 | Элана Майерс Тейлор США                                                       | 3:54.94 | Лиза Буквиц Германия                                                 | 3:55.00 |

### Скелетон
| Дисциплины        | Золото                                     | Золото  | Серебро                                      | Серебро | Бронза                                 | Бронза  |
| ----------------- | ------------------------------------------ | ------- | -------------------------------------------- | ------- | -------------------------------------- | ------- |
| Мужчины           | Кристофер Гротхер Германия                 | 3:44.91 | Мэтт Уэстон Великобритания                   | 3:45.14 | Инь Чжэн Китай                         | 3:45.92 |
| Женщины           | Хэлли Кларк Канада                         | 3:51.27 | Ким Мейлманс Бельгия                         | 3:51.49 | Ханна Найзе Германия                   | 3:51.53 |
| Смешанные команды | Германия · Ханна Найзе · Кристофер Гротхер | 1:59.09 | Великобритания · Тобита Стокер · Мэтт Уэстон | 1:59.21 | Германия · Жаклин Пфайфер · Аксель Юнг | 1:59.31 |